# Edward Krasiński (rzeźbiarz)

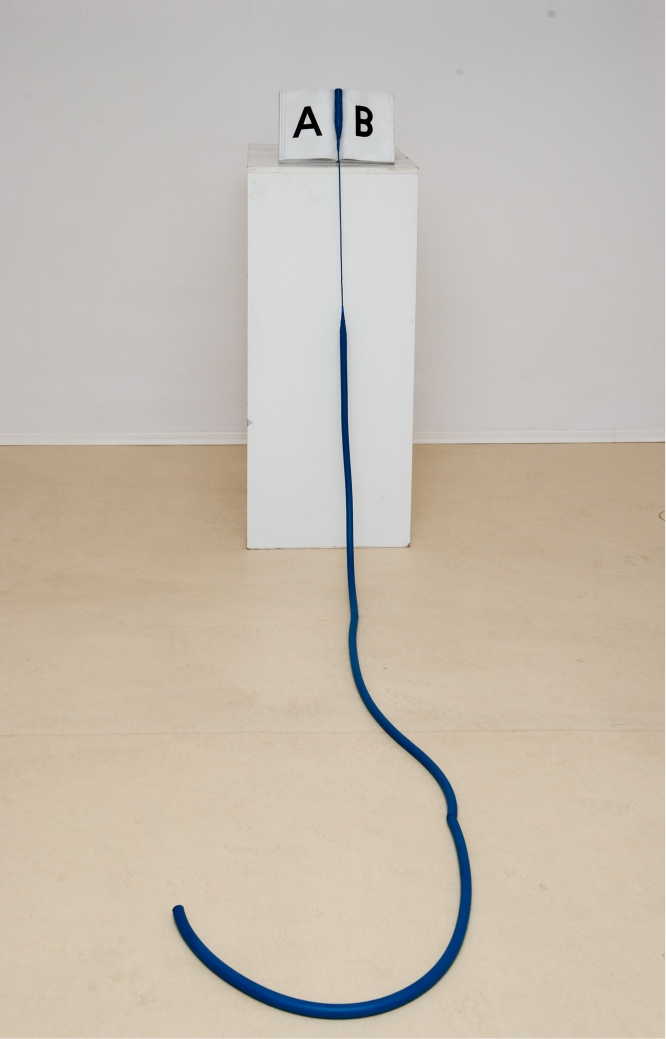
Edward Krasiński, L (Muzeum Sztuki w Łodzi)

Edward Krasiński (ur. 3 marca 1925 w Łucku na Wołyniu, zm. 6 kwietnia 2004 w Warszawie) – polski artysta malarz, związany z kierunkami awangardowymi. Od roku 1968 jego znakiem rozpoznawczym była niebieska taśma samoprzylepna, którą artysta umieszczał na swoich pracach na wysokości 1,3 m.

## Życiorys
W czasie II wojny światowej uczęszczał do Staatliche Kunstgewerbeschule Krakau. Po wojnie studiował na krakowskiej Akademii Sztuk Pięknych (1945–1950) w pracowni prof. Władysława Jarockiego i Eugeniusza Eibischa.
W latach 50. przeprowadził się do Warszawy, w 1962 roku ożenił się z Anką Ptaszkowską. Działalność wystawienniczą rozpoczął w 1962 roku. Początkowo współpracował z artystami z kręgu Galerii Krzywego Koła, a po jej zamknięciu w 1966 roku razem z krytykami Wiesławem Borowskim, Anką Ptaszkowską i Mariuszem Tchorkiem oraz artystami Tadeuszem Kantorem, Henrykiem Stażewskim i Zbigniewem Gostomskim  współtworzył warszawską Galerię Foksal, w której  wielokrotnie (z przerwą w latach 1970–1984) prezentował swoje prace (15 wystaw indywidualnych, ostatnia w lutym 2004 roku). 
W 1965 roku wziął udział w I Biennale Forma Przestrzennych w Elblągu. Do dzisiaj można zobaczyć tam jego pracę. 
Od 1968 roku Krasiński zaczął oznaczać przestrzeń ciągłą linią przylepiając na wysokości 130 cm niebieską taśmę (blue scotch) – ta niebieska taśma stała się znakiem rozpoznawczym jego sztuki. Niebieski pasek pojawił się po raz pierwszy w domu artysty w Zalesiu Górnym pod Warszawą, gdzie artysta okleił nim kilka pni drzew i dwie małe dziewczynki. Za granicą po raz pierwszy wykorzystał ją w 1970 w Paryżu. 
Prace Krasińskiego brały udział w wielu wystawach w galeriach polskich i zagranicznych (m.in. w Anton Kern Gallery w Nowym Jorku w 2003 roku). W 2017 amsterdamskie Stedelijk Museum prezentowało pierwszą retrospektywę artysty w Holandii. 
Od 1970 roku mieszkał wspólnie z Henrykiem Stażewskim w pracowni na ostatnim piętrze bloku przy ul. Świerczewskiego (obecnie al. „Solidarności”) w Warszawie, a po śmierci Stażewskiego, w 1988, mieszkał tam do końca swojego życia, do 2004. Obecnie mieści się tam Instytut Awangardy, gdzie zachowane zostały wnętrza tak, jak zaaranżował je za życia Krasiński. 